# Szigetszentmárton
Szigetszentmárton je vas na Madžarskem, ki upravno spada pod podregijo Ráckevei Županije Pešta.